# Mohamed Amiri Salimou

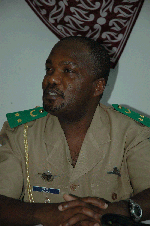
Porträt von Mohamed Amiri Salimou

Mohamed Amiri Salimou (geb. 6. August 1962, Antsirabe, Madagaskar) ist ein Militär in den Komoren. Er ist General der Armée nationale de développement (AND) und fungierte als Chef des Stabes (Juli 2007–31. August 2010). Er ist der erste Militär der Komoren, der einen Abschluss an der Militärschule Saint-Cyr (promotion général Monclar, 1984) erhalten hat. Er war damit im selben Jahrgang wie François Lecointre, der General der Französischen Streitkräfte. und er ist der erste und einzige General der Komoren.

## Leben
Salimou wurde am 6. August 1962 in Antsirabe in Madagaskar geboren und wurde früh auf die Komoren nach Dzahadjou Hambou im Süden der Insel Grande Comore geschickt. Nach der Grundschule und dem College ging er an das Gymnasium in der Bundeshauptstadt, wo er sein bac A machte. Als Wehrdienstleistender unterrichtete er Geschichte an einem College in seiner Region (Hambou), eine Leidenschaft, die ihn bis an die Universität begleitete.
Nach einem Wettbewerb trat er in die Militärschule Saint-Cyr ein (Promotion General Monclar, 1984–87), bevor er 1988 ein Ausbildungsjahr an der École de l'infanterie in Montpellier absolvierte. Er erwarb auch eine Universitätsausbildung, einen Abschluss in Geschichte an der Sorbonne 1987 und einen Master in Zeitgeschichte an der Université Paul-Valéry-Montpellier 3 (1988).
Er besuchte den Kapitänskurs in Thiès im Senegal (1993/94) und die École d'état-major in Compiègne in Frankreich (1999), nachdem er ein Diplôme d’études approfondies in Militärgeschichte, Verteidigung und Sicherheit (1996) an der Université Paul-Valéry-Montpellier 3 erworben hatte. Seine höhere militärische Ausbildung setzte er an der Nationalen Verteidigungsuniversität in Beijing, China (Senior Command Course) fort und an der Naval Post-Graduate School in Monterey, Kalifornien, Vereinigte Staaten, (Verteidigungsmanagement) fort.
Außerdem:
- Ein Diplom des Asia Pacific Center for Security Studies (APCSS), 2004.
- Auditor des 9. Forum de l'IHEDN sur le continent africain (FICA), 2008.
- Auditor der Sitzung des Institut des hautes études de défense nationale. (IHEDN), La Réunion, 2009.
- Diplom des Centre de maintien de la paix (IPSTC), Nairobi, Kenia (Cours international de maintien de la paix pour chefs de mission ou Senior Mission Leaders' Course) 2007.
- Diplom des Ausbildungs- und Forschungsinstitut der Vereinten Nationen (UNITAR, Konfliktprävention).

In seinem Werdegang wechselten sich operationale mit direktiven Stellen ab: chef de section und commandant de compagnie; Directeur des études an der École nationale des forces armées et de la Gendarmerie (ENFAG), Directeur de l'ENFAG, Chef du Bureau opérations et Instruction der FCD, Chef du Bureau opérations et formation de l'État-major, sowie Stabschef der Armée comorienne (AND, 2006 und 2007).
Er nahm an der ersten Beobachtungsmission der Afrikanischen Union teil, die nach den Unabhängigkeitsbestrebungen auf der Insel Anjouan auf die Komoren entsandt wurde; Er war auch Teil der Waffensammelmission in Anjouan oder OMIC II vom 21. Dezember 2001 bis 7. Februar 2002. Er war der Kommandeur der Operation Democracy auf den Komoren (angeführt von der komorischen Armee, unterstützt von Streitkräften der Afrikanischen Union), die dem Separatismus, der zehn Jahre lang auf der Insel Anjouan herrschte, ein Ende setzte. Nach diesem Sieg über die Separatisten wurde er zum General ernannt und war damit der erste komorische General. Er spielte eine aktive Rolle bei der Bildung und Operationalisierung der East Africa Standby Force (EASF), insbesondere in seiner Eigenschaft als Vorsitzender des Komitees der Staatsoberhäupter–von 2008 bis 2010 war er Major dieser Truppe.
Am 31. August 2010, nach der Combo-Affäre (der Ermordung von Colonel Combo Ayouba) wurde er angeklagt, entlassen und ohne Gerichtsverfahren unter Hausarrest gestellt. Am 2. November 2012, nach mehr als zwei Jahren Haft wurde er vom Schwurgericht Moroni einstimmig von der Jury freigesprochen und freigelassen.
Zunächst ging er nach Frankreich, wo sich ein Teil seiner Familie niederließ. dann kehrte er in die Komoren zurück, um bei der Präsidentschaftswahl auf den Komoren 2016 anzutreten. Er scheiterte und kehrte erneut nach Frankreich zurück. Er absolvierte eine Ausbildung an der École de guerre économique in Paris (2017–2018), wo er einen Master of Business Administration (MBA) und den RNCP1 d’Expert für Intelligence économique (Wirtschaftssicherheit) erwarb.
General SALIMOU ist assoziiertes Mitglied des Lehrstuhls „Réseaux et innovations“ (Netzwerke und Innovationen) des Laboratoire de recherche en management (Larequoi) der Universität Versailles-Saint-Quentin-en-Yvelines.

## Ehrungen
- Ritter des Ordre de l’Étoile d’Anjouan.
- Medaille der Opération Démocratie aux Comores.
- Medaille der African Union für die Teilnahme an der Entwaffnungsoperation in Anjouan im Kader des OMIC II.
- Kommandeur des Ordre de l’Étoile de la Grande Comore.
- Persönlichkeit des Jahres 2008 und 2009 der Zeitschrift Al-Watwan.